# 30. december
30. december je 364. dan leta (365. v prestopnih letih) v gregorijanskem koledarju. Ostaja še 1 dan.

## Dogodki
- 1703 – potres v Tokiu zahteva 37.000 smrtnih žrtev
- 1849 – izdane deželne ustave za Koroško, Kranjsko in Štajersko
- 1903 – požar v Chicagu zahteva 587 smrtnih žrtev
- 1918 – slovenska Narodna vlada nacionalizira vsa podjetja v tuji lasti
- 1920 – vlada Kraljevine Srbov, Hrvatov in Slovencev objavi Obznano, ki prepove delovanje Komunistične partije
- 1922 – ustanovljena Zveza sovjetskih socialističnih republik
- 1947 – slovenska vlada izda odločbo o ustanovitvi Slovenske filharmonije
- 1953 – v Celovcu ustanovljena Krščanska kulturna zveza
- 1959 – splovljena ameriška jedrska podmornica George Washington
- 1965 – Ferdinand Marcos zapriseže kot filipinski predsednik
- 1991 – razpuščena koalicija Demos
- 2005 – Uzbekistan izstopi iz GUUAM-a (Zveza Gruzije, Ukrajine, Uzbekistana, Azerbajdžana in Moldavije za razvoj demokracije in ekonomije), ki se posledično preimenuje v GUAM
- 2013 – v samomorilskem bombnem napadu na trolejbus v Volgogradu umre 14 ljudi

## Rojstva
- 39 – Tit Flavij, 10. rimski cesar († 81)
- 1673 – Ahmed III., sultan Osmanskega cesarstva in kalif Osmanskega kalifata  († 1736)
- 1787 – Otto von Kotzebue, ruski raziskovalec († 1846)
- 1819 – Theodor Fontane, nemški pisatelj († 1898)
- 1850 – John Milne, angleški geolog, seizmolog († 1913)
- 1865 – Joseph Rudyard Kipling, britanski pisatelj indijskega rodu, nobelovec 1907 († 1936)
- 1869 – Adolphe Max, belgijski državnik († 1939)
- 1879 – Ramana Maharši, indijski filozof in vedantin († 1950)
- 1884 – Hideki Todžo, japonski general, premier († 1948)
- 1887 – Charlie Dunbar Broad, ameriški filozof († 1971)
- 1894 – Valentin Ferdinandovič Asmus, rusko-sovjetski filozof († 1975)
- 1934 – John Norris Bahcall, ameriški astronom, astrofizik († 2005)
- 1941 – Bruno Parma, slovenski šahist
- 1942
  - Anne Charleston, avstralska igralka
  - Michael Nesmith
  - Janko Prunk, slovenski zgodovinar
- 1946
  - Berti Vogts, nemški nogometaš
  - Patti Lee Smith, ameriška rock glasbenica
- 1966 – Lučka Počkaj, slovenska gledališka in filmska igralka
- 1970 – Ināra Mūrniece, latvijska političarka in novinarka
- 1973 – Maureen Flannigan, ameriška igralka
- 1975 – Tiger Woods, ameriški golfist
- 1984 – LeBron James, ameriški košarkar

## Smrti
- 1025 – Bazilij II., bizantinski cesar  (* 958)
- 1066 – Jožef ibn Naghrela, mavrski judovski vezir (* 1035)
- 1178 – Pribislav Mecklenburški, oboritski vladar, knez Mecklenburga
- 1331 – Bernard Gui, francoski inkvizitor, kronist (* 1261)
- 1591 – Inocenc IX., papež italijanskega rodu (* 1519)
- 1644 – Jan Baptist van Helmont, belgijski kemik, fiziolog, zdravnik (* 1580)
- 1691 – Robert Boyle, irski fizik, kemik (* 1627)
- 1913 – Sofija Nassavska, švedska kraljica (* 1836)
- 1916 – Grigorij Jefimovič Rasputin, ruski menih, pustolovec (*ok. 1872)
- 1944 – Romain Rolland, francoski pisatelj, nobelovec 1915 (* 1866)
- 1947 – Alfred North Whitehead, angleški matematik, logik, filozof in teolog (* 1861)
- 1959 – Josip Rijavec, slovenski terorist (* 1890)
- 1968 – Trygve Halvdan Lie, norveški politik, diplomat (* 1896)
- 1969 – Jiří Trnka, češki lutkar, ilustrator, režiser (* 1912)
- 1998 – Keisuke Kinošita, japonski filmski režiser (* 1912)
- 2006 – Sadam Husein, iraški diktator (* 1937)
- 2022 – Janez Zemljarič, slovenski politik in pravnik (* 1928)